# 普拉亞斯縣
普拉亞斯縣（西班牙語：Cantón Playas），是厄瓜多爾的縣份，位於該國中部，由瓜亞斯省負責管轄，總面積269平方公里，海拔高度3米，2001年普查人口總數為30,045人，人口密度每平方公里111.69人。